# 青木源太・足立梨花 Sunday Collection
『青木源太・足立梨花 Sunday Collection』（あおきげんた・あだちりか サンデーコレクション）はTOKYO FM・JFN系列で放送されていたラジオの政府広報番組。
パーソナリティーは青木源太と足立梨花。

## 番組概要
2020年度は文化放送で『柴田阿弥とオテンキのりのジャパン5.0』を放送していたが、2021年度に再びTOKYO FM・JFN系列に戻り、新しいラジオの政府広報番組として放送するもの。
日本テレビ出身のフリーアナウンサー・青木源太と女優の足立梨花が各省庁の政策担当者等をゲストに迎え、生活に役立つ情報や日本の課題とその解決策を伺い、様々な取り組みをわかりやすく届ける番組で、青木が初のレギュラーラジオパーソナリティを務める番組でもある。
番組名の「Collection」には、男性アイドル好きの青木とアニメ好きの足立が印象に残った”推し情報”をコレクションしていくという意味が込められている。
新番組への意気込みを青木は「初めてのラジオパーソナリティ、とても楽しみです。みなさまの日々の暮らしに役立つ情報をお届けできるよう頑張ります!」、足立は「みなさんがこれまで気になっていたことを、どんどん質問していきたいと思います!一緒にコレクションしていきましょう!」とそれぞれ語っている。
番組放送後、放送された内容がAuDeeと番組内ポッドキャストでアーカイブ配信される。

## 番組の終焉
2024年3月10日放送分で番組が終了する旨の発表があり、同月24日をもって終了した。翌月4月7日から当番組と同様、内閣府提供の後継番組として『杉浦太陽・村上佳菜子 日曜まなびより』が一部地域を除き、同一時間帯で放送される。

## ネット局・放送時間
番組終了地点。全局日曜に放送で、放送時間が早い順に記載。『radiko』（プレミアム含む）にて聴取可能だった。
| 放送対象地域   | 放送局名                                    | 放送時間      | 備考   |
| -------------- | ------------------------------------------- | ------------- | ------ |
| 東京都         | エフエム東京（TOKYO FM）                    | 7:30 - 7:55   | 製作局 |
| 愛知県         | エフエム愛知（FM AICHI）                    | 5:00 - 5:25   |        |
| 福岡県         | エフエム福岡（FM FUKUOKA）                  | 6:30 - 6:55   |        |
| 北海道         | エフエム北海道（AIR-G'）                    | 7:00 - 7:25   |        |
| 岩手県         | エフエム岩手（FM IWATE）                    | 7:00 - 7:25   |        |
| 新潟県         | エフエムラジオ新潟（FM-NIIGATA）            | 7:00 - 7:25   |        |
| 熊本県         | エフエム熊本（FMK）                         | 7:00 - 7:25   |        |
| 沖縄県         | エフエム沖縄（FM沖縄）                      | 7:00 - 7:25   |        |
| 宮城県         | エフエム仙台（Date fm）                     | 7:30 - 7:55   |        |
| 群馬県         | エフエム群馬（FM GUNMA）                    | 7:30 - 7:55   |        |
| 岐阜県         | エフエム岐阜（FM GIFU）                     | 7:30 - 7:55   |        |
| 兵庫県         | 兵庫エフエム放送（Kiss FM KOBE）            | 7:30 - 7:55   |        |
| 広島県         | 広島エフエム放送（HFM）                     | 7:30 - 7:55   |        |
| 愛媛県         | エフエム愛媛（FM愛媛）                      | 7:30 - 7:55   |        |
| 佐賀県         | エフエム佐賀（FMS）                         | 7:30 - 7:55   |        |
| 栃木県         | エフエム栃木（RADIO BERRY）                 | 7:30 - 7:55   | [ 7 ]  |
| 福島県         | エフエム福島（ふくしまFM）                  | 8:00 - 8:25   |        |
| 福井県         | 福井エフエム放送（FM FUKUI）                | 8:00 - 8:25   |        |
| 青森県         | エフエム青森（AFB）                         | 8:30 - 8:55   |        |
| 秋田県         | エフエム秋田（AFM）                         | 8:30 - 8:55   |        |
| 長野県         | 長野エフエム放送（FM長野）                  | 8:30 - 8:55   |        |
| 石川県         | エフエム石川（HELLO FIVE）                  | 8:30 - 8:55   |        |
| 滋賀県         | エフエム滋賀（e-radio）                     | 8:30 - 8:55   |        |
| 岡山県         | 岡山エフエム放送（FM OKAYAMA）              | 8:30 - 8:55   |        |
| 香川県         | エフエム香川（FM香川）                      | 8:30 - 8:55   |        |
| 高知県         | エフエム高知（Hi-Six）                      | 8:30 - 8:55   |        |
| 徳島県         | エフエム徳島（FM TOKUSHIMA）                | 8:30 - 8:55   |        |
| 長崎県         | エフエム長崎（FM Nagasaki）                 | 8:30 - 8:55   |        |
| 大分県         | エフエム大分（Air-Radio FM88）              | 8:30 - 8:55   |        |
| 山形県         | エフエム山形（Rhythm Station）              | 9:00 - 9:25   |        |
| 富山県         | 富山エフエム放送（FMとやま）                | 9:00 - 9:25   |        |
| 鹿児島県       | エフエム鹿児島（μFM）                       | 9:00 - 9:25   |        |
| 静岡県         | 静岡エフエム放送（K-mix）                   | 9:30 - 9:55   |        |
| 三重県         | 三重エフエム放送（レディオキューブ FM三重） | 9:30 - 9:55   |        |
| 島根県・鳥取県 | エフエム山陰（V-air）                       | 9:30 - 9:55   |        |
| 山口県         | エフエム山口（FMY）                         | 9:30 - 9:55   |        |
| 宮崎県         | エフエム宮崎（JOY FM）                      | 9:30 - 9:55   |        |
| 大阪府         | エフエム大阪（FM大阪）                      | 21:00 - 21:25 |        |

※2021年8月8日は、2020年東京オリンピック民放ラジオ99局統一番組男子マラソン実況中継のため、一部地域の放送局で放送時間が変更された。